# Reichenbachtal (Landschaftsschutzgebiet)
Das Reichenbachtal ist ein vom Landratsamt Biberach am 17. Juli 1971 durch Verordnung ausgewiesenes Landschaftsschutzgebiet auf dem Gebiet der Gemeinden Schwendi, Maselheim und Mietingen.

## Lage
Das Landschaftsschutzgebiet Reichenbachtal liegt zwischen den Ortschaften Heggbach und Hochdorf. Es wird von Süden nach Norden vom Reichenbach durchflossen. Im Süden grenzt es an die Landesstraße 280. Das Gebiet gehört naturräumlich zu den Holzstöcken.

## Landschaftscharakter
Das Reichenbachtal ist ein von Nadelmischwäldern eingerahmtes Wiesental. Im Süden befindet sich der Schönebürger Weiher. Der Reichenbach ist im Gebiet begradigt und weitgehend gehölzfrei.